# Termometr termoelektryczny
Termometr termoelektryczny – przyrząd reagujący na zmianę temperatury zmianą siły termoelektrycznej wbudowanego w niego termoelementu. W osłonie ochronnej, oprócz termoelementu znajdują się zaciski zewnętrzne do przyłączenia elektrycznych przyrządów pomiarowych. Mogą zawierać elementy montażowe lub głowice przyłączeniowe.